# Contea di Goodhue
La contea di Goodhue in inglese Goodhue County è una contea dello Stato del Minnesota, negli Stati Uniti. La popolazione al censimento del 2000 era di 44 127 abitanti. Il capoluogo di contea è Red Wing